# 博尔加尔巴雷
博尔加尔巴雷（法語：Beauregard-Baret，法語發音：[boʁɡaʁ baʁɛ]）是法国德龙省的一个市镇，属于瓦朗斯区。

## 地理
博尔加尔巴雷（45°0'57"N, 5°9'5"E）面积23.44 平方千米，位于法国奥弗涅-罗讷-阿尔卑斯大区德龙省，该省份为法国东南部内陆省份，北起顺时针与伊泽尔省、上阿尔卑斯省、上普罗旺斯阿尔卑斯省、沃克吕兹省和阿尔代什省接壤。
与博尔加尔巴雷接壤的市镇（或旧市镇、城区）包括：雅扬、沙蒂藏日-勒古贝、埃默、奥斯坦、莱昂塞勒、鲁瓦扬地区奥里奥勒、罗什希纳尔、罗什福尔桑松、鲁瓦扬地区圣让、圣保罗莱罗芒。

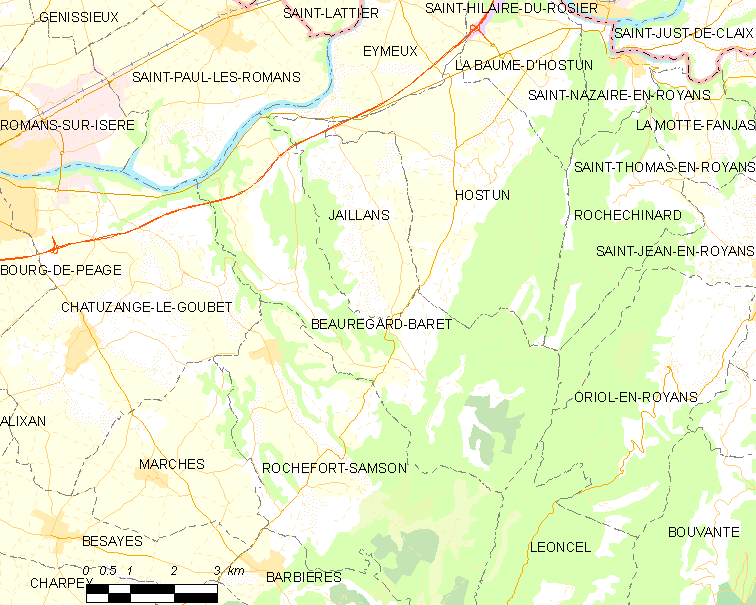
博尔加尔巴雷的OSM定位图

博尔加尔巴雷的时区为UTC+01:00、UTC+02:00（夏令时）。

## 行政
博尔加尔巴雷的邮政编码为26300，INSEE市镇编码为26039。

## 政治
博尔加尔巴雷所属的省级选区为韦科尔-晨山县。

## 人口

1962-2008年间博尔加尔巴雷人口变化图示

博尔加尔巴雷于2022年1月1日时的人口数量为902人。